# مرغ مایر
مرغ مایر (نام علمی: Mayrornis) نام یک سرده از خانواده مگس‌گیر شهریار است.